# Chickerell
Chickerell es un suburbio de Weymouth, en Dorset, Inglaterra. En el año 2001, la parroquia tenía una población de 5.282 habitantes.
Al oeste de la parroquia de Chickerell se encuentran la laguna Fleet y el pueblo de Langton Herring. Al noroeste se halla Portesham; al este, Weymouth, y al sur, la Isla de Pórtland. Chesil Beach, la cual es parte de la Costa Jurásica, se extiende al oeste de esta localidad.
Históricamente, la pesca y la fabricación de ladrillos han sido las actividades económicas más importantes en el área. En la actualidad, la principal fuente de trabajo es Granby Industrial Estate.